# Palmitinsäuremyricylester
Palmitinsäuremyricylester ist eine chemische Verbindung aus der Gruppe der Fettsäureester.

## Vorkommen
Palmitinsäuremyricylester kommt natürlich als Hauptbestandteil (75 %) von Bienenwachs vor.

## Gewinnung und Darstellung
Palmitinsäuremyricylester kann durch Veresterung von Palmitinsäure mit Myricylalkohol gewonnen werden.
{\displaystyle \mathrm {C_{15}H_{31}COOH+C_{30}H_{61}OH\longrightarrow C_{15}H_{31}COOC_{30}H_{61}+H_{2}O} }

## Eigenschaften
Palmitinsäuremyricylester ist ein Wachs und ein in Wasser unlöslicher Feststoff.